# جوني أوبيرت
جوني أوبيرت (بالفرنسية: Johnny Aubert)‏ هو متسابق دراجات نارية فرنسي، ولد في 31 مايو 1980 في موبيج في فرنسا.